# 대명전선
대명전선 주식회사는 대한민국의 전선 제조업으로, 대원전선의 자회사이다.